# Jean Legros
Pour les articles homonymes, voir Legros.
Jean Legros est un artiste peintre abstrait géométrique né le 19 février 1917 dans le 6e arrondissement de Paris, mort le 7 novembre 1981 à Malakoff (Hauts-de-Seine). Il fut également sculpteur et créateur de cartons de vitraux.

## Biographie
Jean Legros baigne dès l'enfance dans un univers artistique: les amitiés de son père, chef de bureau au Ministère des finances, se nomment entre autres André Derain, Jules Pascin, Charles Despiau, Émile Othon Friesz et Francis Gruber. Si ses études l'orientent vers une licence de philosophie et un diplôme de l'Institut de psychologie de l'université Paris Descartes, si après la Seconde Guerre mondiale (frère aîné de Lucien Legros, l'un des cinq Martyrs du lycée Buffon fusillés en février 1943, il rejoint la Résistance et est arrêté), il passe un C.A.P. de berger et se consacre à ce métier pendant un an, il revient à la vocation de peintre, à laquelle l'avaient encouragé Paul Éluard, Henri Laurens, Ossip Zadkine et Adolphe Péterelle, pour, s'installant alors au 83, rue Daguerre (s'y liant d'amitié avec une co-habitante, la cinéaste Agnès Varda), participer aux salons parisiens à partir de 1947 avec une peinture encore figurative.

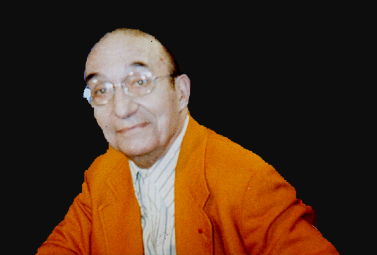
Jean Dewasne

Professeur de dessin à Paris, passant ses étés en Touraine où les paysages resteront sa source d'inspiration essentielle de la décennie 1950, il n'en poursuit pas moins, en 1949, sa formation auprès de Jean Dewasne. De son union avec Micheline Tieffry, native de Chalo-Saint-Mars, naît sa fille Marie en 1952. 
Le tableau que Jean Legros peint en 1956 et qu'il intitule La fenêtre est vu par Jean-Pierre Delarge comme annonciateur de l'abstraction géométrique minimale qui va dominer son œuvre. C'est en Touraine, confirment Jacques Busse et Alain Gründ, que Jean Legros semble s'orienter vers l'abstraction. Après sa seconde exposition à la Galerie Simone Heller, en 1956, il renonce aux expositions pour, dans une période solitaire de douze années (il s'installe en 1958 à Léouville, dans le Loiret), approfondir ses recherches: « pendant cette phase de recherches dans différentes directions, on remarque déjà la présence de peintures incluant des bandes, alors sans rigueur géométrique spéciale, comme générées par la seule sensibilité, mais surtout on est frappé par la subtilité chromatique qu'il développe à ce moment, comme pour concilier Bonnard, Jacques Villon et une formulation abstraite déjà austère »
En 1973, s'ouvre pour Jean Legros, résidant désormais rue de la Vanne à Montrouge, la période de l'abstraction colorée purement géométrique. « Les couleurs, tantôt statiques ou tantôt dynamiques, qui s'allient ou au contraire glissent et se percutent, "se mettent en lumière", selon sa propre expression » : Ce sont alors, de 1973 à 1981, les séries des Toiles à bandes, des Espaces biais, des Oiseaux-nuages, des Ronds musicaux, des Carrés tensifs, des Circuits colorés.

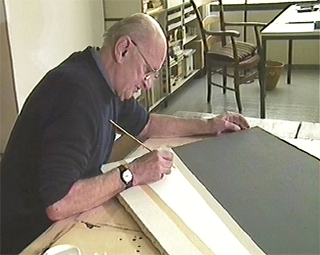
Jean Leppien

D'un tempérament solitaire, en réalité jamais consolé de l'immense chagrin que fut en 1943 la perte du jeune frère adoré (ce qu'en psychologue il appelait « l'angoisse du survivant »), Jean Legros n'a pas supporté de croire en l'incompréhension de son temps : malgré de vraies amitiés intellectuelles (Aurelie Nemours, Jean Leppien…), il n'a pas cru percevoir la large reconnaissance qui eût été pour lui la juste consécration d'une vie de recherches rigoureuses et d'une œuvre exigeante. « Il n'a pas su attendre », dira Aurelie Nemours. Le 7 novembre 1981, l'artiste, dont plus tard Roger Leloup affirmera « qu'il demeure en France ce qu'est Barnett Newman aux États-Unis », choisit de quitter ce monde. Rejoignant la Beauce dont les paysages l'ont inspiré, Jean Legros repose au cimetière de Léouville.

## Œuvre

### Peintures, collages, sculptures
- Assemblages en relief, bois peint et laiton, 1966-1970: « Ces reliefs-sculptures sont des combinaisons de rigueur géométrique et de fantaisie surréaliste issue de Jean Arp »[4].
- Les symboles, pochoirs sur papier d'Arches Signal, Chemin dans la plaine, Les blés coupés, L'épaule, Diapason), 1970-1972.
- Les grues de Beaubourg, réinterprétation par Jean Legros en peintures et collages minimalistes de ses photographies de grues mises en place à Beaubourg lors de la construction du Centre Georges-Pompidou, 1973.
- Pure géométrie inaugurée par les Toiles à bandes, 1973-1981.
- Tôles émaillées, 1974-1978.
- Musiques, collages et peintures sur bois, 1978 (dont: Hommage à Alban Berg, œuvre conservée au Musée d'art et d'histoire de Cholet; Hommage à André Boucourechliev, œuvre en couverture du CD André Boucourechliev: Thrène - Texte I - Texte II - Concerto pour piano, Orchestre national de France/GRM[6]; Hommage à Karlheinz Stockhausen; Hommage à Arnold Schönberg; Hommage à Iannis Xenakis).

### Écrits

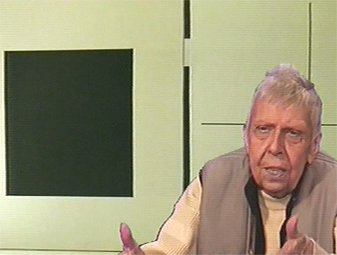
Aurelie Nemours

- Carnets d'un peintre: peinture de bruit - peinture de silence, carnets I à XIX (1961-1965), extraits de 43 carnets journaliers de Jean Legros réunis par Madame Micheline Legros, préface de Germain Roesz, L'Harmattan, 2008. Extraits publiés dans la revue Les moments littéraires - La revue de l'écrit intime, no 9[7].
- Essai d'une grammaire picturale pour aujourd'hui, texte inédit, 1975[2]
- Correspondance Jean Legros - Aurelie Nemours[8].

## Expositions

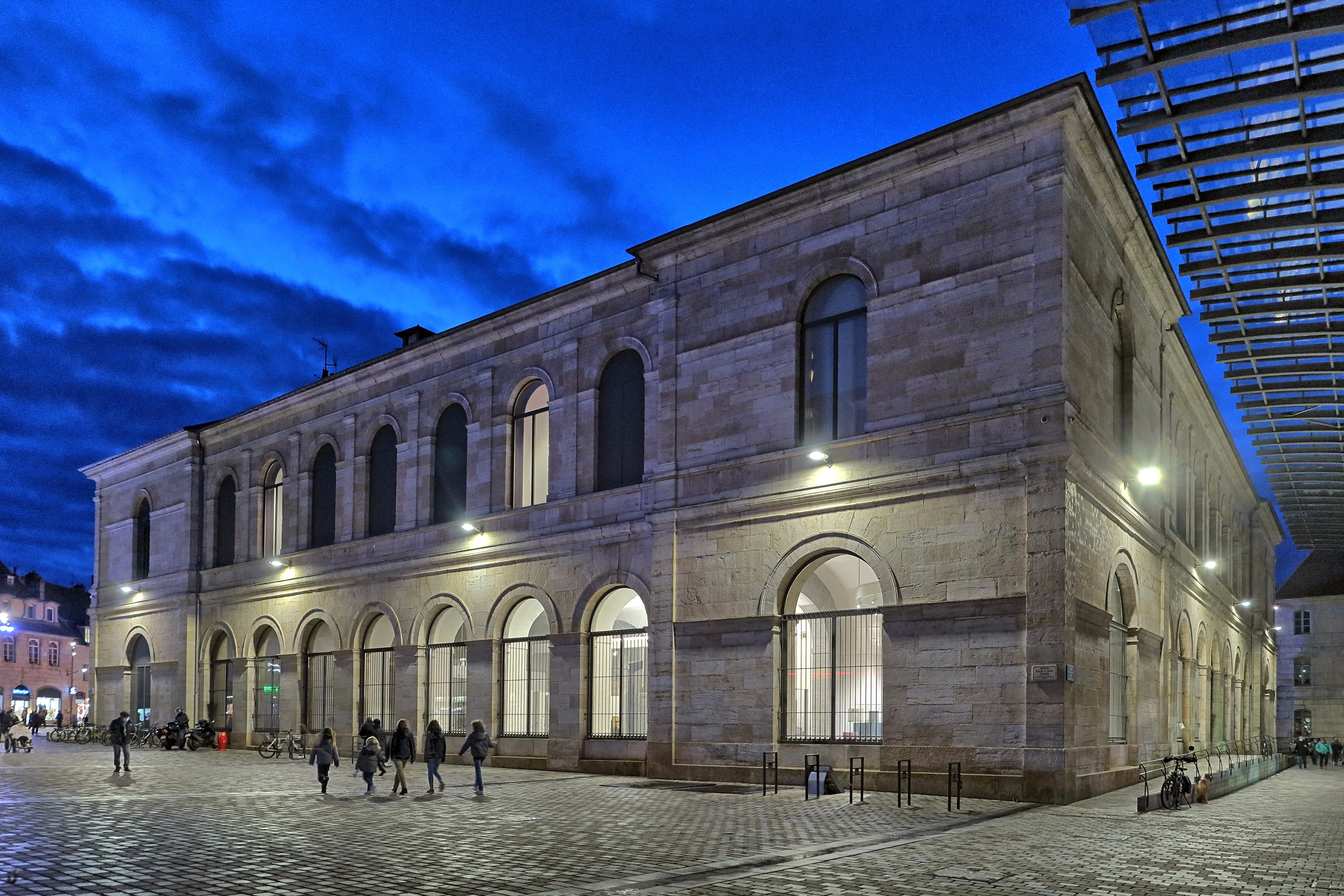
Musée des Beaux-Arts et d'Archéologie de Besançon, 1969

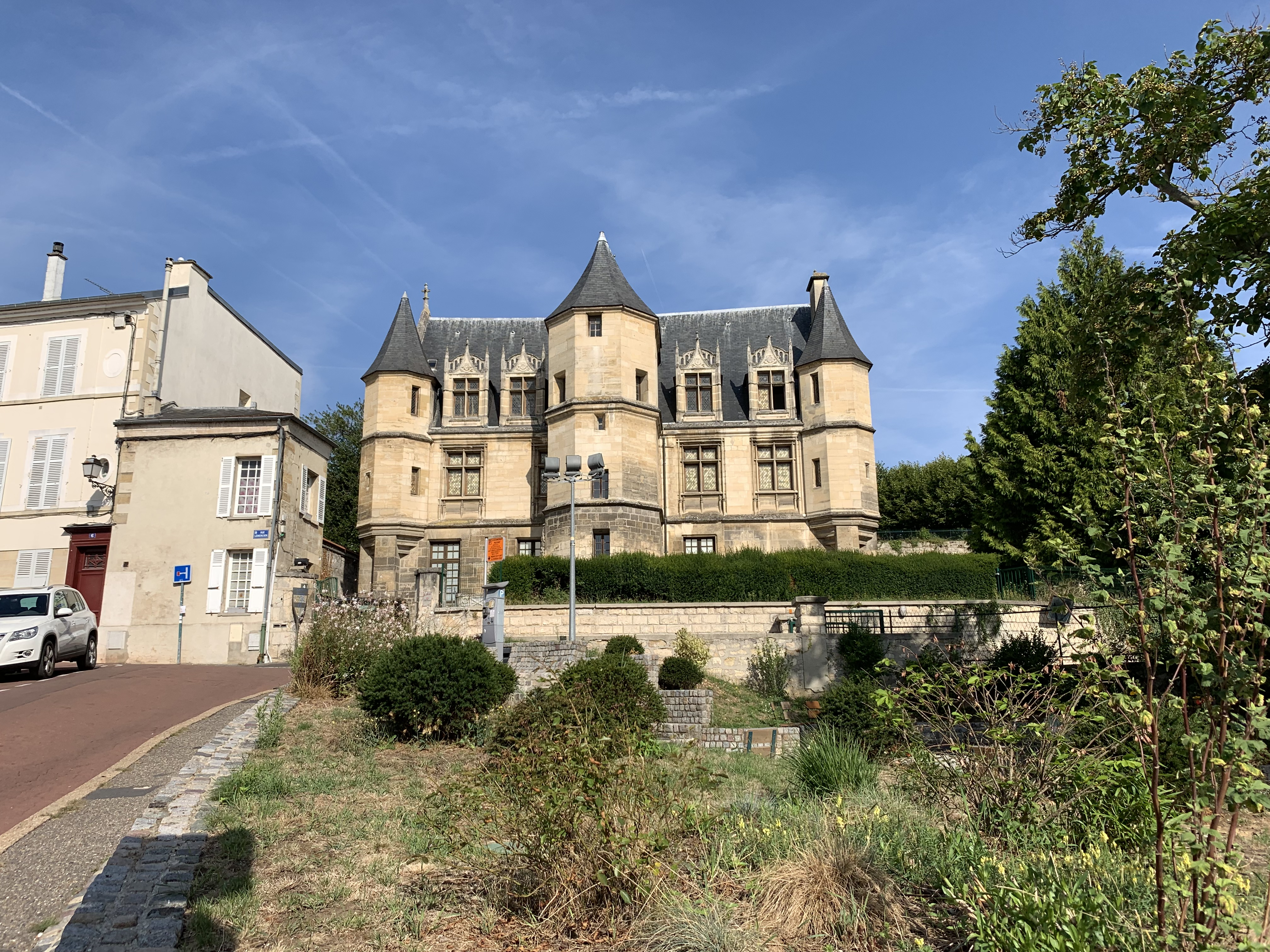
Musée Tavet-Delacour, Pontoise, 1986

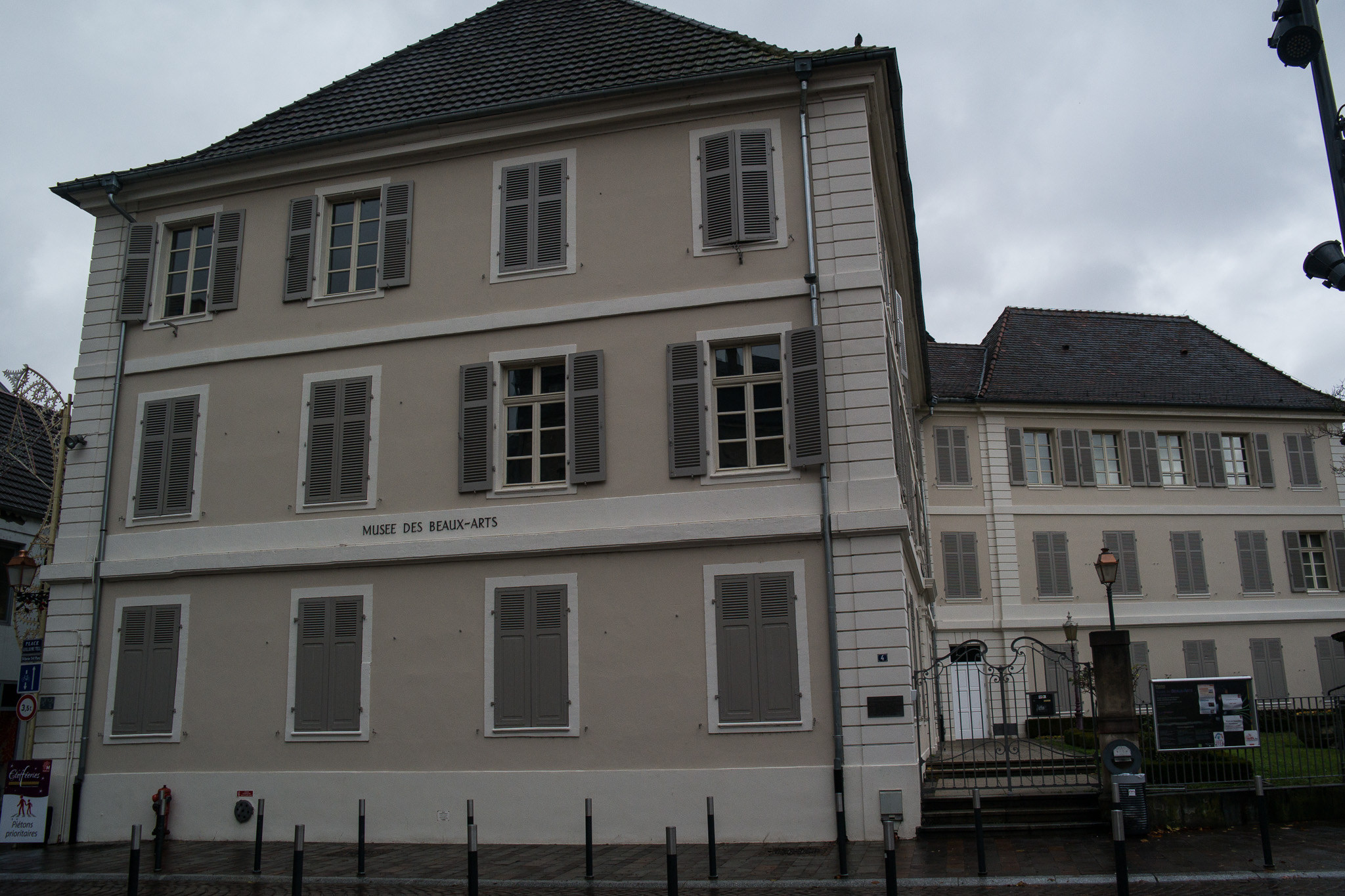
Musée des Beaux-Arts de Mulhouse, 1988

### Expositions personnelles
- Galerie Simone Heller, Paris, 1954, 1956.
- Jean Legros - Reliefs et découpes, Musée des Beaux-Arts et d'Archéologie de Besançon, 1969.
- Jean Legros - Estampes, Galerie Monique Prouté, Paris, de 1971 à 1981.
- Galerie Visconti, Paris, de 1974 à 1981.
- Musée Tavet-Delacour, Pontoise, 1986.
- Musée des Beaux-Arts de Mulhouse, 1988.
- Galerie Repères, Paris, à partir de 1988.
- Hommage à Jean Legros - Œuvres 1973-1981, Centre culturel Noroit, Arras, 1997.
- Jean Legros - Les toiles à bandes, Galerie Lahumière, Paris, 1997.
- Galerie Cour carrée, Nancy, 1997.
- Galerie Art-Gambetta, Metz, 1997.
- Galerie Espace suisse, Strasbourg, 1997.
- Andrei Nakov présente Jean Legros, Semaine musicale de Donaueschingen, Forêt-Noire, 1998[9].
- Hommage à Jean Legros, Espace d'art contemporain Eugène-Beaudoin, Antony (soutien Galerie Nery Marino et Madame Marie Legros), Yvon Mutrel et Roger Leloup commissaires d'exposition), septembre 2012[5].
- Galerie Lahumière, Paris, 2000, mars-mai 2013[10],[11].
- Art'Loft, Forest, Bruxelles, mars 2014[12].
- Vincent Wapler, puis Crait+Müller, commissaires-priseurs, et Cabinet Chanoit, expert, Ventes de l'atelier Jean Legros, Hôtel Drouot, Lundi 11 avril 2016[13], vendredi 5 mai 2017 et lundi 21 octobre 2019.

### Expositions collectives
- Salon des Tuileries, Paris, 1946.

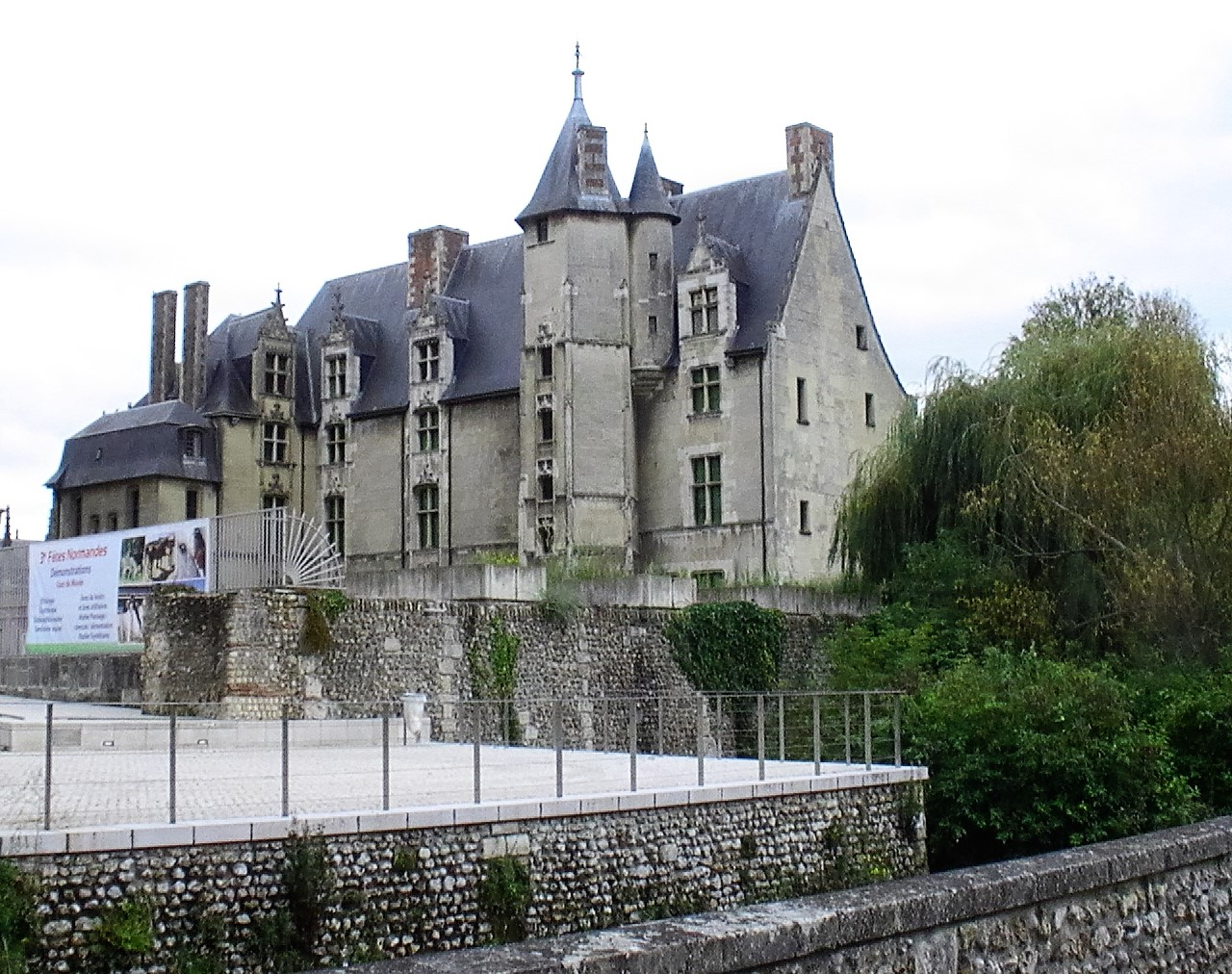
Musée d'Art, Histoire et Archéologie d'Évreux, 2012

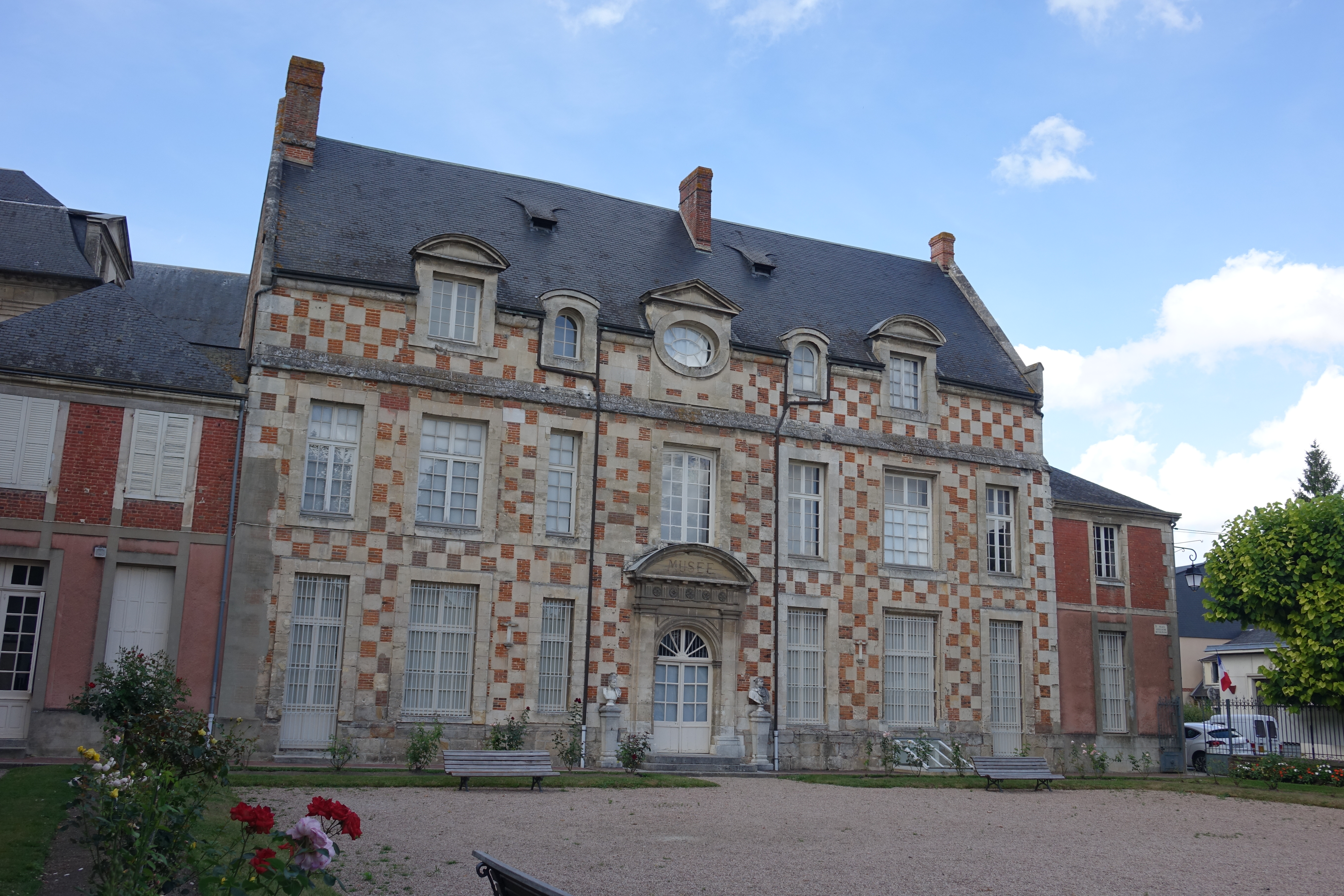
Musée des Beaux-Arts de Bernay, 2014

- Salon de mai, Paris, 1948, 1951, 1952.
- Salon des réalités nouvelles, Paris, 1962, 1963, 1975, 1976, 1980, 1981 (Hommage à Jean Legros en 1982).
- Foire internationale d'art contemporain, Paris (stand Galerie Lahumière); de 1989 à 1996.
- Foire de Bâle (stand Galerie Repères, Paris), 1993.
- Foire de Strasbourg (stand Galerie Zéro-l'Infini, Besançon), 1997.
- Les grues de Beaubourg vues par Jean Legros, peintre, et Philippe Cousin, photographe, Galerie Shimoni, Montigny-lès-Metz, mars-mai 2010[14],[15].
- Un regard 1950-2010 - soixante ans d'art construit en France, Galerie Lahumière, Paris, mars-avril 2010[16].
- Jean-François Baltzen, Jean Legros, Marcelle Cahn, entre amis, musée des Ursulines de Mâcon, février 2011[17],[18].
- Intégration géométrique 2011, musée d'Art, Histoire et Archéologie d'Évreux, octobre 2011 - janvier 2012[19].
- Et que l'aventure continue… - Exposition d'art contemporain: la collection Philippe Delaunay, musée des Beaux-Arts de Bernay, juin-septembre 2014[20].
- Lignes et couleurs - Abstraction géométrique des années 80 - Acquisitions 2010-2020, musée de Cambrai, novembre 2020 - mars 2021[21].
- Jean Legros rencontre Jean Arp, Galerie Gratadou, Paris, octobre-novembre 2021[22].

## Réception critique
- « Dans la dernière partie de son œuvre, les peintures sont constituées de larges bandes d'un trait strict, de couleurs posées en aplats impeccables, vives, on est tenté de dire dures, parfois tempérées de bandes de couleurs plus tendres intercalées. Des séries y présentent des variations et combinatoires soit de l'orientation des bandes en obliques, soit du format en triangle ou en cercle, soit du matériau avec les Tôles émaillées. On peut y voir, justifiées par son sens panthéiste de la nature, des métaphores du paysage de la Beauce, où il travaillait depuis 1960, les larges bandes horizontales faisant écho à la terre et au ciel de chaque côté de l'horizon plat. » - Jacques Busse et Alain Gründ[2]
- « Ne reste-t-il à voir que la couleur que l'énigme n'en continue pas moins à accompagner ce qui, à nos yeux, est présent dans les compositions de Jean Legros, intensément présent. L'énigme est au cœur de l'évidence. La couleur, Legros l'enserre, la canalise dans l'exacte géométrie des strates parfaites dont seule l'épaisseur varie: c'est pour la contraindre à accéder à un pouvoir qu'elle ne tiendra que d'elle. Autre façon de le dire: le peintre exige de lui-même qu'il sache obtenir que prenne place dans le visible une réalité jamais vue, qui soit constituée de couleur et rien d'autre, et qui, en dépit de cela, soit incontestable! Or, dès que cela a lieu, ce qui vient s'établir, s'affirmer dans le visible, entraîne avec soi la question abyssale de toujours : de quoi cela est-il l'apparence ? Pourquoi y a-t-il quelque chose plutôt que rien? » - Henri Raynal[23]

## Collections publiques

### France
- Musée des Beaux-Arts de Beaune.
- Musée d'Art et d'Histoire de Belfort.
- Musée des Beaux-Arts et d'Archéologie de Besançon.
- Musée de Cambrai[21] :
  - Composition, gouache 63,5x28cm, 1956[24] ;
  - Composition, collage sur papier 62,3x28,6cm, 1957[25] ;
  - Composition, acrylique sur panneau 130x105cm, 1977 ;
  - Triangles dans l'espace, acrylique sur toile 130x160cm, 1978.
- Musée des Beaux-Arts de Chartres :
  - Toile à bandes, acrylique sur toile ;
  - Quiétude 1, acrylique sur toile, 100 × 185 cm, 1975[26].
- Musée d'Art et d'Histoire de Cholet :
  - Hommage à Alban Berg, huile sur bois 97x101cm, 1978.
- Musée de Grenoble.
- Musée des Ursulines de Mâcon.
- Musée des Beaux-Arts de Mulhouse.
- Bibliothèque nationale de France, Paris.
- Fonds d'art contemporain - Paris Collections, Paris, Paysage, gouache 32,5x50cm, vers 1956[27].
- Musée d'art moderne de la ville de Paris.
- Musée Tavet-Delacour, Pontoise.
- Fondation Freundlich, Pontoise.
- Fonds national d'art contemporain, Puteaux :
  - Rythmes, huile sur toile 55x38cm, vers 1951[28] ;
  - Sans titre, gouache 50x65cm, 1953[29] ;
  - Composition énergétique, huile sur toile 143x73cm, 1978[30].
- Fonds régional d'art contemporain Bretagne, Rennes, Les toiles à bandes album enrichi de trois sérigraphies 35x27cm, Les cahiers de Jean Legros n°1, 1982[31].
- Musée d'Art moderne et contemporain de Saint-Étienne Métropole.
- Fonds régional d'art contemporain d'Alsace, Sélestat :
  - Les grues de Beaubourg, acrylique sur toile 154x104cm, 1975[32] ;
  - Grues de Beaubourg, sérigraphie 99x81cm, 1976[33] ;

### Suisse
- Museum Haus Konstruktiv, Zurich[34].

## Collections privées
- Galerie Lahumière, Paris
- Galerie Cour Carrée, Paris
- Galerie  Nery Marino, Paris
- Fondation Marguerite Arp-Hagenbach, Bâle[35].
- Collection Philippe Delaunay[20].
- Collection Jacqueline et Claude Bruneteau
- Collection François Xerri
- Ancienne Collection Pierre Bergé et Yves Saint-Laurent
- Ancienne Collection Claude Rossignol